# Sibovia taenigtifrons
Sibovia taenigtifrons är en insektsart som först beskrevs av Schmidt 1928.  Sibovia taenigtifrons ingår i släktet Sibovia och familjen dvärgstritar. Inga underarter finns listade i Catalogue of Life.